# Jesús Meza
Jesús Manuel Meza Moreno (Mérida, 6 gennaio 1986) è un ex calciatore venezuelano, di ruolo centrocampista.
È soprannominato Chiki.

## Carriera

### Club
Nato a Mérida, è cresciuto in un piccolo quartiere della città. Fin da ragazzo ha mostrato interesse per il basket e il baseball, ma il suo interesse principale era rivolto al calcio, come suo padre, un amante di questo sport.
Ha iniziato la sua carriera calcistica professionale nell'Estudiantes de Mérida, debuttando in prima divisione all'età di 16 anni.
Nell'estate del 2008 si trasferisce all'Al-Ittihad, non riuscendo mai a giocare perché la squadra siriana disponeva di un numero completo di giocatori stranieri. A metà stagione, quindi, torna in Venezuela, unendosi allo Zamora. Con la squadra vince il torneo di Clausura 2011, non riuscendo a vincere il titolo nazionale contro il Deportivo Táchira. Alla fine della stagione 2010-2011 si trasferisce al club messicano dell'Atlas. Ha debuttato il 7 agosto 2011, nella partita finita 0-0 contro il Toluca.
A fine dicembre 2011 ritorna in Venezuela per giocare nel Caracas FC.

### Nazionale
Ha debuttato in Nazionale nel 2007 nella partita amichevole contro Cuba. Nel 2011, viene di nuovo convocato in Nazionale per giocare due partite in preparazione per la Copa América 2011.

## Statistiche

### Presenze e reti nei club
Statistiche aggiornate al 21 luglio 2024.
| Stagione        | Squadra         | Campionato      | Campionato | Campionato | Coppe nazionali | Coppe nazionali | Coppe nazionali | Coppe continentali | Coppe continentali | Coppe continentali | Altre coppe | Altre coppe | Altre coppe | Totale | Totale |
| Stagione        | Squadra         | Comp            | Pres       | Reti       | Comp            | Pres            | Reti            | Comp               | Pres               | Reti               | Comp        | Pres        | Reti        | Pres   | Reti   |
| --------------- | --------------- | --------------- | ---------- | ---------- | --------------- | --------------- | --------------- | ------------------ | ------------------ | ------------------ | ----------- | ----------- | ----------- | ------ | ------ |
| gen.-giu. 2015  | Honvéd          | NBI             | 4          | 0          | MK+MLK          | 0+3             | 0+3             | -                  | -                  | -                  | -           | -           | -           | 7      | 3      |
| Totale carriera | Totale carriera | Totale carriera | 4          | 0          |                 | 3               | 3               |                    | -                  | -                  |             | -           | -           | 7      | 3      |